# 5-苯基二苯并磷唑
5-苯基二苯并磷唑是一种有机化合物，化学式为C18H13P。它可由2,2'-二溴联苯、正丁基锂和苯基二氯化膦反应制得。它可以被过氧化氢氧化为5-苯基二苯并磷唑-5-氧化物。